# Neoclytus augusti
Neoclytus augusti là một loài bọ cánh cứng trong họ Cerambycidae.